# ラメシュ・ビカル
ラメシュ・ビカル、（ネパール語：रमेश बिकल; 英語: Ramesh Bikal; 1932年11月14日 - 2008年12月15日)、ネパール・カトマンズのゴカルナ近郊生まれの作家、画家。本名はラメシュワール・シャルマ・チャリセ(英語： Rameshwor Sharma Chalise)。ネパールの農村生活や庶民の生活を描いた作品で知られている。

## 経歴
ビカルはチャンドラ・シェカール中尉の一人息子として生まれた。ビカルが3歳の頃、母親が亡くなった。測量士だった父親と一緒に、幼少期はビラートナガルやダルチュラなどを転々としていたが、ビカルが18歳の時父親も亡くなった。ビカルは1950年に政治活動を始めると、ペンネームラメシュ・ビカルを名乗るようになった。1960年に教育学の学士号を取得し、教育界で働くようになった。
初期は、社会主義と反体制をテーマにした物語を書いていた。その結果、1949年から1960年の間に3回投獄された。1990代には、性的関係に焦点を当てた作品も書いていた。
1961年、ビカルは短編小説家として初めてマダン賞を受賞した。 また、ネパールにおける60年間の小説執筆への貢献が評価され、2008年にダウラート・ビクラム・ビスタ・アーキヤン・サムマン賞を受賞した。また、彼の功績を称えて、ラメシュ・ヴィカル文学財団がネパール・ゴカルネシュワールのアルバリに設立された.。

## 作品リスト
- Birano Deshma ("In an Empty Land") -1959年
- Naya Sadak ko Geet ("The Song of New Road") - 1962年
- 13 Ramaila Kathaharu ("Thirteen Enjoyable Stories") - 1967年
- Aaja Feri Arko Tanna Ferincha ("Today Yet Another Bedspread is Changed") - 1967年
- Euta Budo Violin Aashawari ko Dhoon ma ("An Old Violin in the Ashāvari Tune") - 1968年
- Agenāko Ḍilmā ("On the Edge of the Hearth") - 1968年
- Urmilā Bhāujū ("Sister-in-Law Urmilā") - 1968年
- 21 Ramālilā Kathāharū ("Twenty-one Enjoyable Stories") - 1968年[3]
- Mangal Grahama Bigyan("Bigyan(Science) in Mars")
- Abiral Bagdachha Indrawati ("Indrawati flows continuously")